# Samuel Piette
Samuel Piette (Repentigny, Quebec, 12 de noviembre de 1994) es un futbolista canadiense que juega de centrocampista y su equipo es el C. F. Montréal.

## Trayectoria
Se formó en las categorías inferiores del fútbol canadiense jugando para al FC Boisbriand antes de dar el salto a la academia del FC Metz francés en 2009. Tras cuatro temporadas se incorporó al fútbol alemán de la mano del Fortuna Düsseldorf para jugar en el segundo equipo. En 2014 se dio su debut con el primer equipo en la 2. Bundesliga, aunque la falta de minutos hizo que se buscase su futuro en otra liga. Esto le llevó en 2014 al fútbol español. Llegó al Deportivo de la Coruña B en donde jugó una temporada, para más tarde ser cedido al Racing de Ferrol con la clara intención de sumar minutos. Pero en el último año, el jugador cambio de aires para jugar en la Segunda División B, de la mano del C. D. Izarra. Tras una buena temporada en el club de Estella y sobre todo una gran actuación en la Copa Oro de la Concacaf de 2017, ficha por el Montreal Impact de la Major League Soccer.

## Selección nacional
Su debut como internacional de la absoluta, se produjo con 17 años, el 3 de junio de 2012 en Toronto, en un amistoso ante la selección de Estados Unidos que terminó en empate (0–0).

### Participaciones en Copas América
| Torneo            | Sede           | Resultado     | Partidos | Goles |
| ----------------- | -------------- | ------------- | -------- | ----- |
| Copa América 2024 | Estados Unidos | Cuarto puesto | 0        | 0     |

## Estadísticas

### Clubes
Actualizado al último partido jugado el 15 de septiembre de 2018.
| Club                             | País     | Año       | Partidos (Liga) | Goles (Liga) |
| -------------------------------- | -------- | --------- | --------------- | ------------ |
| Fortuna Düsseldorf II            | Alemania | 2013-2014 | 32              | 0            |
| Fortuna Düsseldorf               | Alemania | 2014      | 2               | 0            |
| R. C. Deportivo de La Coruña "B" | España   | 2014-2016 | 40              | 2            |
| Racing Club de Ferrol            | España   | 2016      | 14              | 0            |
| C. D. Izarra                     | España   | 2016-2017 | 32              | 0            |
| C. F. Montréal                   | Canadá   | 2017-     | 74              | 0            |

### Selecciones
Actualizado al último partido jugado el 6 de junio de 2024.
| Selección     | País   | Periodo   | Partidos (goles) |
| ------------- | ------ | --------- | ---------------- |
| Canadá sub-17 | Canadá | 2011      | 7 (0)            |
| Canadá sub-20 | Canadá | 2012-2013 | 3 (2)            |
| Canadá sub-23 | Canadá | 2012-     | 8 (0)            |
| Canadá        | Canadá | 2012-     | 69 (0)           |